# Красивка (Пичаевский район)
Красивка — село в Пичаевском районе Тамбовской области России. Входит в состав Липовского сельсовета.

## География
Село находится на берегу реки Красивка, на расстоянии 12 км к востоку от села Пичаево, административного центра района, и 86 км к северо-востоку от города Тамбов, административного центра области.

### Часовой пояс
Село Красивка, как и вся Тамбовская область, находится в часовой зоне МСК (московское время). Смещение применяемого времени относительно UTC составляет +3:00.

## Население
| 2002 | 2010 |
| ---- | ---- |
| 153  | ↘89  |

### Национальный состав
Согласно результатам переписи 2002 года, в национальной структуре населения русские составляли 99 % из 153 чел.